# Vasili Jmelevski
Vasili Jmelevski (Unión Soviética, 14 de enero de 1948-2002) fue un atleta soviético especializado en la prueba de lanzamiento de martillo, en la que llegó a ser medallista de bronce olímpico en 1972.

## Carrera deportiva
En los JJ. OO. de Múnich 1972 ganó la medalla de bronce en el lanzamiento de martillo, con una marca de 74.04 metros. Fue superado por su compatriota Anatoli Bondarchuk (oro), que batió el récord olímpico con 75.50 metros, y el alemán Jochen Sachse (plata).